# Terek

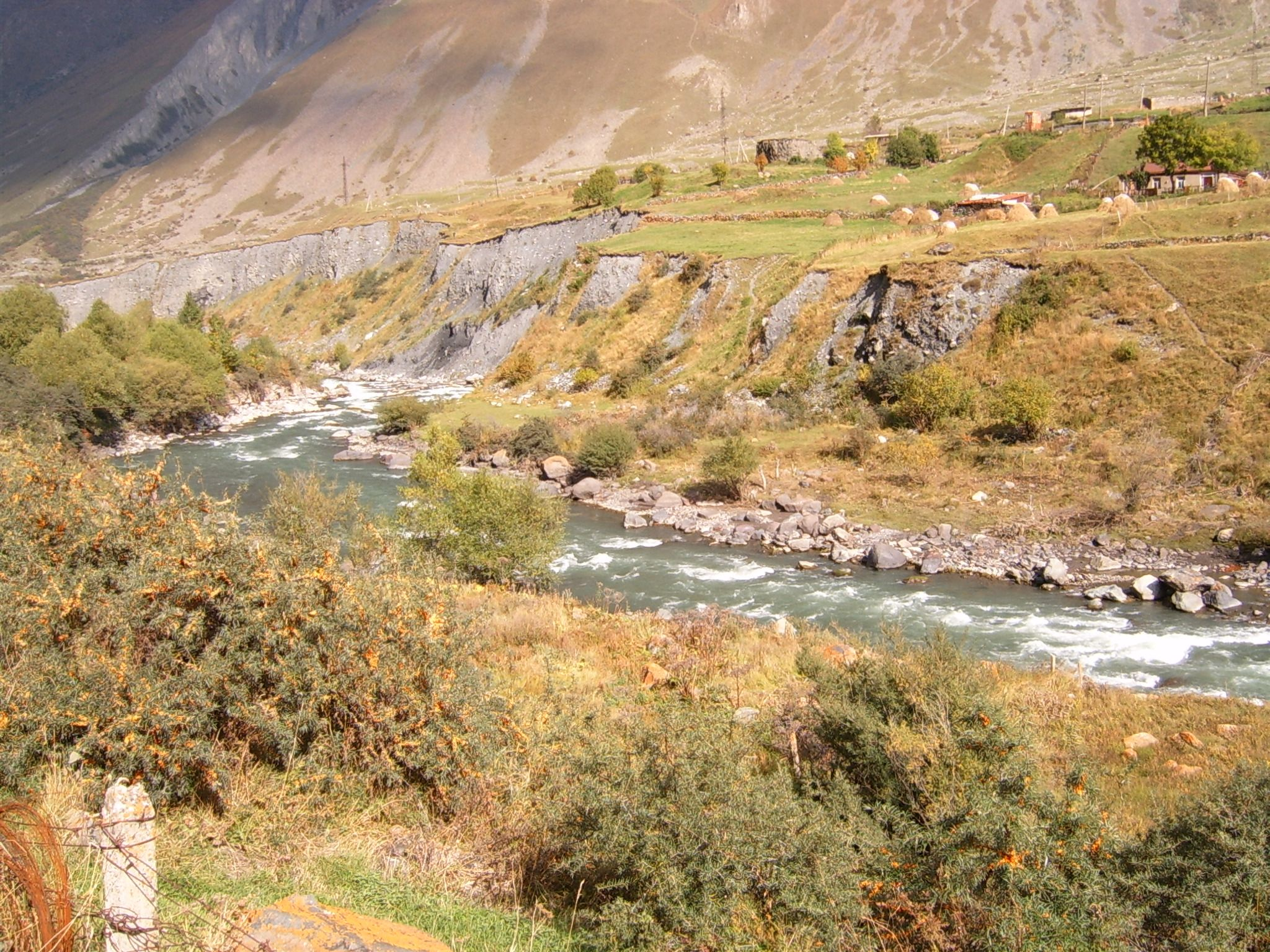
Cursul superior din Georgia

Terek (în rusă Терек) este un râu cu lungimea de 600 km, situat la marginea de nord a Caucazului. El își are izvorul într-un ghețar în munții Kazbek (5.047 m) masivul Caucazul Mare la altitudinea de 5.037 m deasupra n.m.. La început curge spre nord, traversează pasul Dariel (1.204 m) și intră în Rusia. După orașul Vladikavkaz își schimbă cursul spre est, traversează Cecenia și Daghestanul, unde se împarte în două brațe care se varsă în Marea Caspică. La Kizliar fluviul formează o deltă largă de 100 km cu smârcuri. Terek este cea mai mare apă curgătoare din Caucaz, pe cursul său fiind construite câteva hidrocentrale. 